# Joop Reinboud

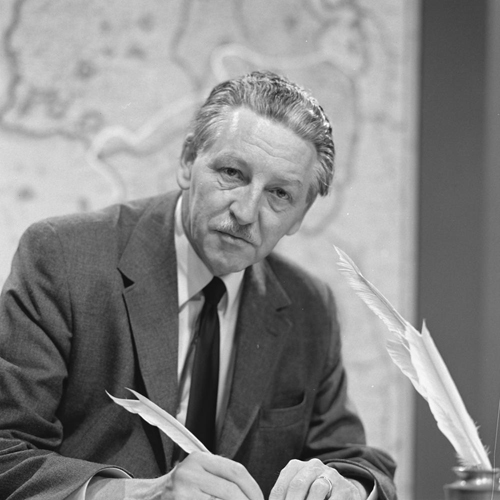
Joop Reinboud in 1972

Joop (Johannes Marinus) Reinboud (Amersfoort, 4 juli 1920 – Hilversum, 10 maart 1986) was een Nederlands presentator en programmamaker bij radio en tv.

## Biografie
Reinboud werd geboren in het gezin van Wouterus Christoffel Marie Reinboud (1891-1950) en Antonia van Ruitenbeek (1891-1974). Hij doorliep in Amersfoort de Rijks-HBS (B) en moest daarna in militaire dienst. Tijdens de mobilisatie was hij gelegerd in Alkmaar. Tijdens de Tweede Wereldoorlog deed hij kantoorwerk, vervolgens dook hij thuis onder. 
Zijn vader was ambtenaar bij de distributiedienst en betrokken bij het ontvreemden van bonnen. Zijn bekendste verzetsdaad was het stelen van een exemplaar van Mein Kampf bij de plaatselijke NSB-boekhandel, met de uitspraak "daar geef je natuurlijk geen geld voor, terwijl het wel belangrijk was te weten wat er in stond". 
Hij was gehuwd met Trees (Maria Th.) Bantzinger (1922-1990); het echtpaar had vijf kinderen.

## Omroep

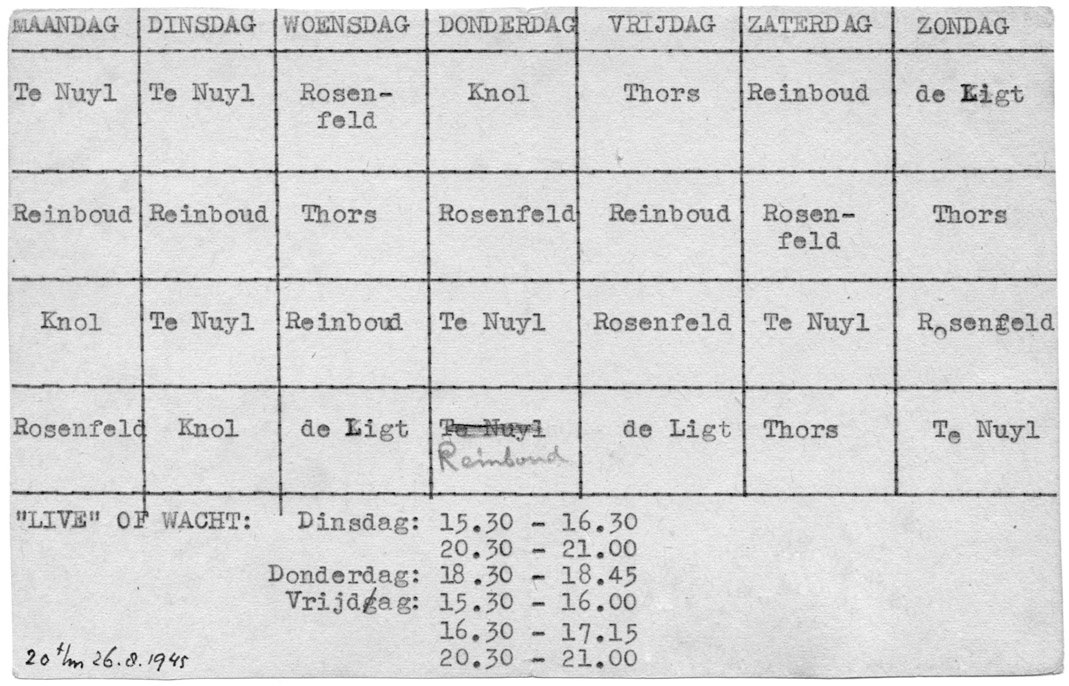
Nieuwsleesschema augustus 1945 Herrijzend Nederland

Hij begon zijn omroepcarrière direct na de Tweede Wereldoorlog bij Radio Herrijzend Nederland, op aanraden van Kees Middelhoff. Hij werd op 30 juli 1945 aangenomen 'voor het lezen van verhalen en zeggen van verzen', maar deed ook omroepwerk. Ook las hij het nieuws, met onder andere Frits Thors en Netty Rosenfeld (zie afbeelding). Het maandloon bedroeg 200 gulden, per 1 januari 1946 verhoogd tot 260 gulden.
In 1946 werd Herrijzend Nederland omgedoopt tot Radio Nederland in den Overgangstijd. In 1947-1948 was hij gedurende korte tijd in dienst bij de Wereldomroep, maar na onenigheid werd hij freelancer. Hij bleef dit tot 1968, toen hij bij de KRO in dienst trad. Hij las onder meer het radionieuws, presenteerde het NTS-journaal (1957-1968, met onderbrekingen), sprak films in, maakte radioreportages, deed reclamewerk (onder andere voor Radio Luxembourg) en maakte tv-programma's.
Hij was de nieuwslezer die op de ochtend van de watersnood van 1953 het radionieuws las. Dit bericht is bewaard gebleven.
In de jaren zestig heeft hij op de radio vele afleveringen van het kerkelijk discussieprogramma Kruispunt gemaakt. Bij het IKOR-RKK zat hij jaren in de redactie van tv-actualiteitenrubriek Kenmerk, en hij heeft er veel bijdragen voor gemaakt, waaronder interviews met mensen als Hélder Câmara (1965), Beyers Naudé (1966) en een reportage uit Chicago met Jesse Jackson (oudjaar 1969). Laatstgenoemde uitzending, Operation Bread Basket, was een van de twee inzendingen van de NOS voor het Concours International de Reportages d' Actualités van mei 1970.
Bij de KRO heeft hij programma's van langere adem kunnen maken, voornamelijk geschiedkundige onderwerpen of zaken de K betreffende.
Wat het presenteren betreft waren hoogtepunten de monsterproducties van de BBC over natuurwetenschappelijke onderwerpen, waarvoor presentatoren uit diverse taalgebieden nodig waren (De weermachinerie 1975, Sleutel tot het heelal 1977). Hij heeft de Nederlandse bewerking gemaakt van de veeldelige BBC-serie over de Tweede Wereldoorlog De wereld in oorlog (The World at War) (1975-76). Bij de programma's zette hij zelf het grote portret van kardinaal Alfrink bovenaan (1970; de enige maal dat hij dure negatieffilm mocht laten gebruiken), naast geschiedenisprogramma's als de Nederlandse revolutie (1973), Macht en onmacht (1974) en de tweemaandelijkse geschiedkundige rubriek Kronycke (1980-82).
Reinboud was de commentator voor RKK/KRO bij de Eurovisie-uitzendingen rond de dood van paus Paulus VI en paus Johannes Paulus I in 1978 en de conclaven ter verkiezing van hun opvolger.
Na zijn pensionering is hij nog maanden bezig geweest met programma's rond de zaligverklaring van Titus Brandsma (november 1985). Direct daarop werden symptomen van de Ziekte van Kahler geconstateerd. Toen hij hiervoor opgenomen moest worden, kreeg hij in het ziekenhuis een fatale hartaanval.

## Andere activiteiten
Hij had een brede belangstelling, maar daarbinnen stonden grote en kleine geschiedenis toch wel op de eerste plaats. Hij is jarenlang hoofdredacteur van genealogisch tijdschrift De Navorscher geweest. Hij heeft een boekje geschreven over lokale historie (Het leven van Doctor van Hengel (1811-1892), Hilversum: uitgeverij Verloren, 1985), evenals een eenvoudig reisgidsje voor Rome (1974).
In de jaren vijftig was hij betrokken bij katholieke vernieuwingsbewegingen. Hij was deelnemer aan het Pastoraal Concilie in Noordwijkerhout (1968-1970), waar hij tijdens het uitspreken van een rede, voor het oog van een hele rij bisschoppen, een flauwte kreeg.
In Hilversum is hij secretaris geweest van de straatnamencommissie en van de commissie voor het Gulden Boek; zelf is hij postuum opgenomen in dit boek met verdienstelijke inwoners van Hilversum.

## Anekdotes
In de jaren veertig en vijftig ging het er bij uitzendingen niet altijd even serieus aan toe:
- Bij een uitzending van de nieuwsberichten trachtte Reinboud nieuwslezeres Netty Rosenfeld af te leiden door de spreekcel in te sluipen en met een gieter water in haar kraag te laten lopen. Als revanche kwam zij bij een volgende uitzending de cel in om de ANP-kat op de schoot van Reinboud te zetten.
- Reinboud las het nieuws a prima vista, dus zonder voorbereiding. Om hem tot een fout te verleiden had de redactie een bericht van de telex opgenomen waarin de zeer lange naam van een chemische verbinding voorkwam. Reinboud zag uit zijn ooghoek wat hem te wachten stond en wist zonder hapering de chemische term uit te spreken.
- Trees, de vrouw van Joop, zei voor de grap vaak 'weps', 'geps' en dergelijke. Toen in een nieuwsbericht Weesp voorkwam, ging Reinboud twijfelen of dat wel juist was. Thuisgekomen verbood hij dat er ooit nog 'weps' gezegd mocht worden!
- In voornoemde serie De Wereld in Oorlog presenteerde Reinboud de vertaalde tekst met een sonore en sombere stem welke uitstekend paste bij de ernst van de onderwerpen.